# UNICOS
UNICOS és una gamma de variants del sistema operatiu (SO) Unix i després Linux desenvolupades per Cray per als seus superordinadors. UNICOS és el successor del sistema operatiu Cray (COS). Proporciona clúster de xarxa i capes de compatibilitat amb el codi font per a alguns altres Unix. UNICOS es va presentar originalment el 1985 amb el sistema Cray-2 i posteriorment es va portar a altres models Cray. L'UNICOS original es basava en UNIX System V Release 2, i tenia moltes característiques de Berkeley Software Distribution (BSD) (per exemple, xarxes d'ordinadors i millores del sistema de fitxers) afegides.

## Desenvolupament
CX-OS era el nom original donat al que ara és UNICOS. Aquest era un sistema prototip que funcionava amb un Cray X-MP el 1984 abans del port Cray-2. Es va utilitzar per demostrar la viabilitat d'utilitzar Unix en un sistema de superordinador, abans que el maquinari Cray-2 estigués disponible.
La renovació del sistema operatiu va formar part d'un moviment més gran dins de Cray Research per modernitzar el seu programari corporatiu: inclosa la reescriptura del seu compilador Fortran més important (cft a cft77) en un llenguatge de nivell superior (Pascal) amb optimitzacions i vectoritzacions més modernes.
Com a camí de migració per als clients de COS existents que volen passar a UNICOS, es va introduir una capacitat de sistema operatiu convidat (GOS) a COS. L'únic sistema operatiu convidat que mai va ser compatible va ser UNICOS. S'enviaria un treball per lots COS per iniciar UNICOS, que després s'executaria com a subsistema sota COS, utilitzant un subconjunt de les CPU del sistema, la memòria i els dispositius perifèrics. L'UNICOS que funcionava sota GOS era exactament el mateix que quan funcionava autònom: la diferència era que el nucli faria certes sol·licituds de maquinari de baix nivell mitjançant el ganxo COS GOS, en lloc de fer-ho directament al maquinari.
Un dels llocs que van executar versions molt primerenques d'UNICOS va ser Bell Labs, on els pioners d'Unix, inclòs Dennis Ritchie, van portar parts de la seva vuitena edició Unix (incloent l'entrada/sortida (I/O) de STREAM) a UNICOS. També van experimentar amb una instal·lació convidada dins d'UNICOS, que permetia que la versió autònoma del sistema operatiu s'allotgés.